# Zosterop embridat
El zosterop embridat (Zosterops conspicillatus) és una espècie d'ocell pertanyent a la família dels zosteròpids.

## Descripció
- Fa 12 cm de llargària total.
- És de color verd oliva brillant a la part superior i blanc groguenc pàl·lid a la inferior.[3]

## Alimentació
Es nodreix d'insectes, llavors, fruites, baies i erugues.

## Reproducció
Té lloc al gener-febrer i a l'agost-octubre, tot i que a Saipan n'hi ha un pic al febrer-març. Nia principalment als matolls de l'espècie Leucaena leucocephala.

## Hàbitat
Viu en una àmplia gamma d'hàbitats: des de boscos amb vegetació secundària arbustiva fins a zones urbanes.

## Distribució geogràfica
És un endemisme de les Illes Mariannes, concretament de les illes de Tinian, Saipan i Aguijan. Abans també ocupava Guam però hom creu que, probablement, hi ha esdevingut extinta.

## Costums
No és territorial.

## Estat de conservació
La seua més gran amenaça a Saipan prové de la població (ara ben establerta) de la serp arborícola bruna (Boiga irregularis), la qual ja ha causat l'extinció de la subespècie d'aquest ocell a Guam. A més, el desenvolupament de les activitats turístiques i militars a Tinian requereix la importació de grans quantitats de materials de construcció, la qual cosa augmenta la possibilitat de la introducció accidental de la serp arborícola bruna. També competeix per l'aliment amb l'ocell Cleptornis marchei, més gros i dominant que el zostèrops de brides.

## Taxonomia
S'han descrit dues subespècies:
- Z. c. saypani Dubois, AJC, 1902.
- Z. c. conspicillatus (Kittlitz, 1833).

El Handbook of the Birds of the World però, considera que la primera d'elles és una espècie diferent:
- zosterop de Saipan (Zosterops saypani).